# Wicker Park
Wicker Park – ścieżka dźwiękowa do filmu Apartament z 2004 roku. 

## Lista utworów
1. Stereophonics: "Maybe Tomorrow" – 4:33
2. Lifehouse: "Everybody Is Someone" – 4:22
3. Death Cab for Cutie: "A Movie Script Ending (Acoustic)" – 4:28
4. Snow Patrol: "How to Be Dead" – 3:23
5. Broken Social Scene: "Lover's Spit" – 6:06
6. The Stills: "Retour a Vega" – 2:56
7. Mazzy Star: "Flowers in December" – 5:05
8. The Legends: "When the Day Is Gone" – 2:27
9. The Shins: "When I Goosestep" – 2:25
10. Jaime Wyatt: "Light Switch" – 3:58
11. Mates of State: "These Days" – 3:32
12. +/-: "All I Do" – 2:35
13. múm: "We Have a Map of the Piano" – 5:20
14. The Postal Service: "Against All Odds" – 4:21
15. Aqualung: "Strange and Beautiful" – 3:50
16. Mogwai: "I Know You Are But What Am I?" – 5:17
17. Danny Lohner & Johnette Napolitano: "The Scientist" – 5:07